# اکونجی
اکونجی (به انگلیسی: Akkunji) یک منطقهٔ مسکونی در هند است که در کارناتاکا واقع شده‌است.